# Runes armanen

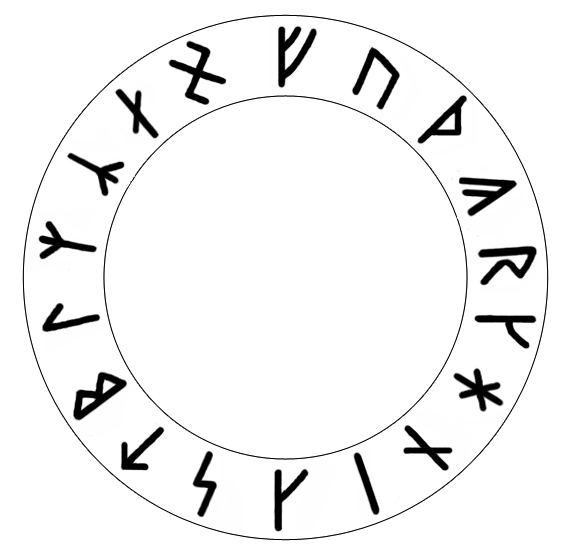
Runas Armanen col·locades en cercle.

Les runes armanen o futharkh armanen són un conjunt de 18 runes ideades com a oracles el 1902 per l'ocultista i místic regeneracionista del paganisme germànic Guido von List; foren publicades juntament amb les seves teories endevinatòries a la seva obra de 1908 El secret de les runes.

## Història
Guido von List afirmà que aquestes runes li van ser revelades en una visió durant la temporada d'onze mesos en la qual estigué cec després d'una operació de cataractes el 1902. Segons ell, se li va obrir un «ull interior» per mitjà del qual li fou revelat El secret de les runes. List va afirmar que el futhark armanen estava xifrat en el Rúnatal de l'Edda poètica (estrofes de la 138 a 165 del Hávamál), on de l'estrofa 147 a la 165 Odin enumera divuit desitjos, i la va denominar la Cançó de les 18 runes. List i els seus seguidors creien que les seves runes representaven les runes primigènies en les quals totes les runes històriques s'havien basat.
El llistat de List es basa principalment en les formes de runes del futhark escandinau a les quals se'ls afegeixen un parell de runes del futhorc, encara que els noms i les seves equivalències fonètiques són més properes a les del futhorc anglosaxó. A més, conserva l'ordre de l'alfabet escandinau desplaçant la runa man del lloc 13è al 15è, i col·locant les dues incorporacions del futhorc al final, l'eh amb forma de la runa ar i la runa gibor similar a gyfu.

## Les runes

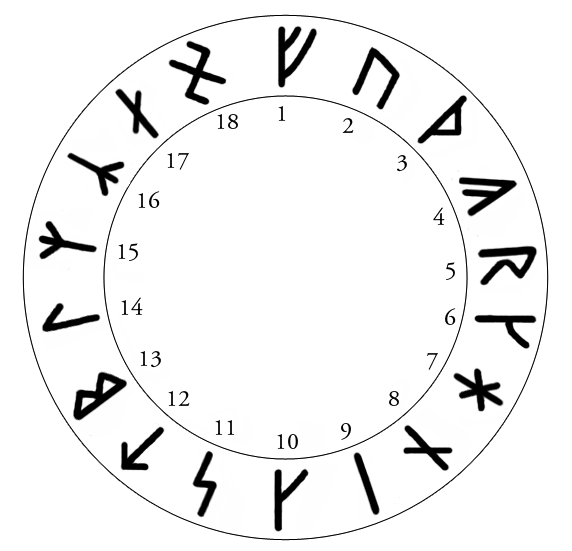
Ordre de les runes armanen

Les primeres setze runes de List corresponen a les runes del futhark recent amb algunes modificacions de les formes, com alguna inversió especular o l'addició d'un traç diagonal allargat a la runa ar. A més, afegeix dues runes addicionals al final. No obstant això, els seus noms són més propers als noms de les runes del futhorc.
1. Fa (amb la forma de la runa fé del futhark recent).
2. Ur (com la ur del futhark recent).
3. Thurs (com la thurs del futhark recent).
4. Os (inversa especular d'óss del futhark recent).
5. Rit (com la reid del futhark recent).
6. Ka (com la kaun del futhark recent).
7. Hagal (com la hagall del futhark recent).
8. Nauth (com la naudr, també anomenada not).
9. Is (com la ís del futhark recent).
10. Ar (com l'ar de branca curta amb un traç allargat semblant a una cen invertida).
11. Sig (similar a la sigel anglosaxona).
12. Tyr (com la tyr del futhark recent).
13. Bar (com la bjarkan del futhark recent).
14. Laf (com lögr del futhark recent).
15. Man (com la madr del futhark recent).
16. Yr (com la yr del futhark recent però amb so [i]).
17. Eh (el mateix nom que la runa eh del futhork, però amb la forma de ar).
18. Gibor (nom similar a la gyfu anglosaxona i amb un parell de braços afegits a manera d'esvàstica).